# Nawojowa (gemeente)

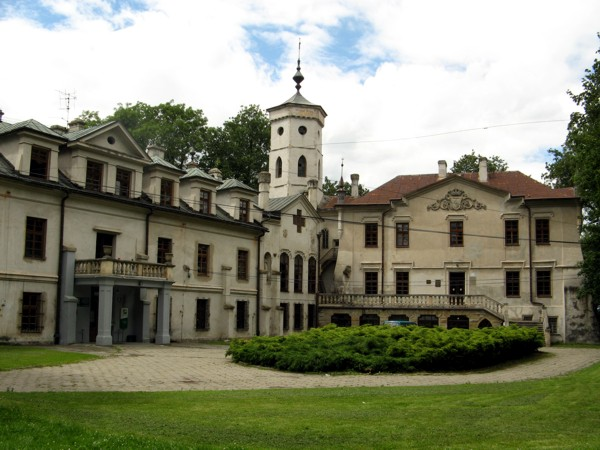
Pałac Stadnickich

De gemeente Nawojowa is een landgemeente in het Poolse woiwodschap Klein-Polen, in powiat Nowosądecki. De zetel van de gemeente is in Nawojowa.
De gemeente grenst aan Kamionka Wielka, Łabowa, Piwniczna Zdrój, Rytro, Stary Sącz en de stad Nowy Sącz.

## Demografie
De gemeente heeft 7 516 inwoners (30 juni 2004), waarvan: 3781 vrouwen en 3735 mannen. Het gemiddelde inkomen per inwoner bedraagt 1560,92 zl (Stand op 2002).

## Administratieve plaatsen (sołectwo)
Bącza Kunina, Frycowa, Homrzyska, Nawojowa, Popardowa, Złotne, Żeleźnikowa Mała, Żeleźnikowa Wielka.